# Cratere Byrd (Marte)
Byrd è un cratere sulla superficie di Marte.
Il cratere è dedicato all'esploratore statunitense Richard Evelyn Byrd.